# Мазуркова Марія Ізмаїлівна
Марія Ізмайлівна Мазуркова (нар. 10 серпня 1942, село Голосків, тепер Летичівського району Хмельницької області) — українська радянська діячка, завідувачка птахоферми колгоспу «Україна» Летичівського району Хмельницької області. Депутат Верховної Ради УРСР 10—11-го скликань.

## Біографія
Освіта середня спеціальна.
У 1956—1962 роках — колгоспниця, ланкова колгоспу «Україна» села Голосків Летичівського району Хмельницької області.
У 1962—1970 роках — завідувачка дитячого садка-ясел села Голосків Летичівського району Хмельницької області.
З 1970 року — завідувачка птахоферми колгоспу «Україна» села Голосків Летичівського району Хмельницької області.
Член КПРС з 1973 року.
Потім — на пенсії в селі Голосків Летичівського району Хмельницької області.

## Нагороди
- ордени
- медалі